# ایتن زاکرمن
ایتن زاکرمن (متولد ۴ ژانویه ۱۹۷۳) یک محقق رسانه‌ای، وبلاگ‌نویس و فعال اینترنتی آمریکایی است. او مدیر مرکز رسانه‌های مدنی دانشگاه MIT و تا ماه مه ۲۰۲۰ دانشیار رشتهٔ هنر و علوم رسانه در همین دانشگاه بود. او همچنین نویسندهٔ کتاب سیم‌کشی مجدد: جهان‌شهرهای دیجیتال در عصر ارتباطات در سال ۲۰۱۳ است که برندهٔ جایزهٔ کتاب زوکالو شد. زاکرمن در در سال ۲۰۲۰ به عنوان دانشیار سیاست عمومی، ارتباطات و اطلاعات در دانشگاه ماساچوست مشغول به کار شد.

## آموزش
زاکرمن در سال ۱۹۹۳ مدرک لیسانس فلسفهٔ خود را از کالج ویلیامز دریافت کرد. سپس یک سال را با بورسیهٔ فولبرایت در دانشگاه لگون، غنا و تئاتر ملی غنا در آکرا گذراند و در آنجا به تحصیل در رشتهٔ موسیقی‌شناسی قومی و سازهای کوبه‌ای پرداخت.